# La Belle Étoile (massif des Bauges)
Pour les articles homonymes, voir La Belle Étoile.
La Belle Étoile est un sommet préalpin de 1 841 mètres d'altitude situé en bordure est du massif des Bauges, à cheval sur les départements de la Savoie et de la Haute-Savoie (région Auvergne-Rhône-Alpes), entre les communes de Faverges-Seythenex (nord-ouest), et de Mercury (sud-est).

## Toponymie
Le nom de la Belle Étoile pourrait venir de l'étoile polaire,.

## Géographie

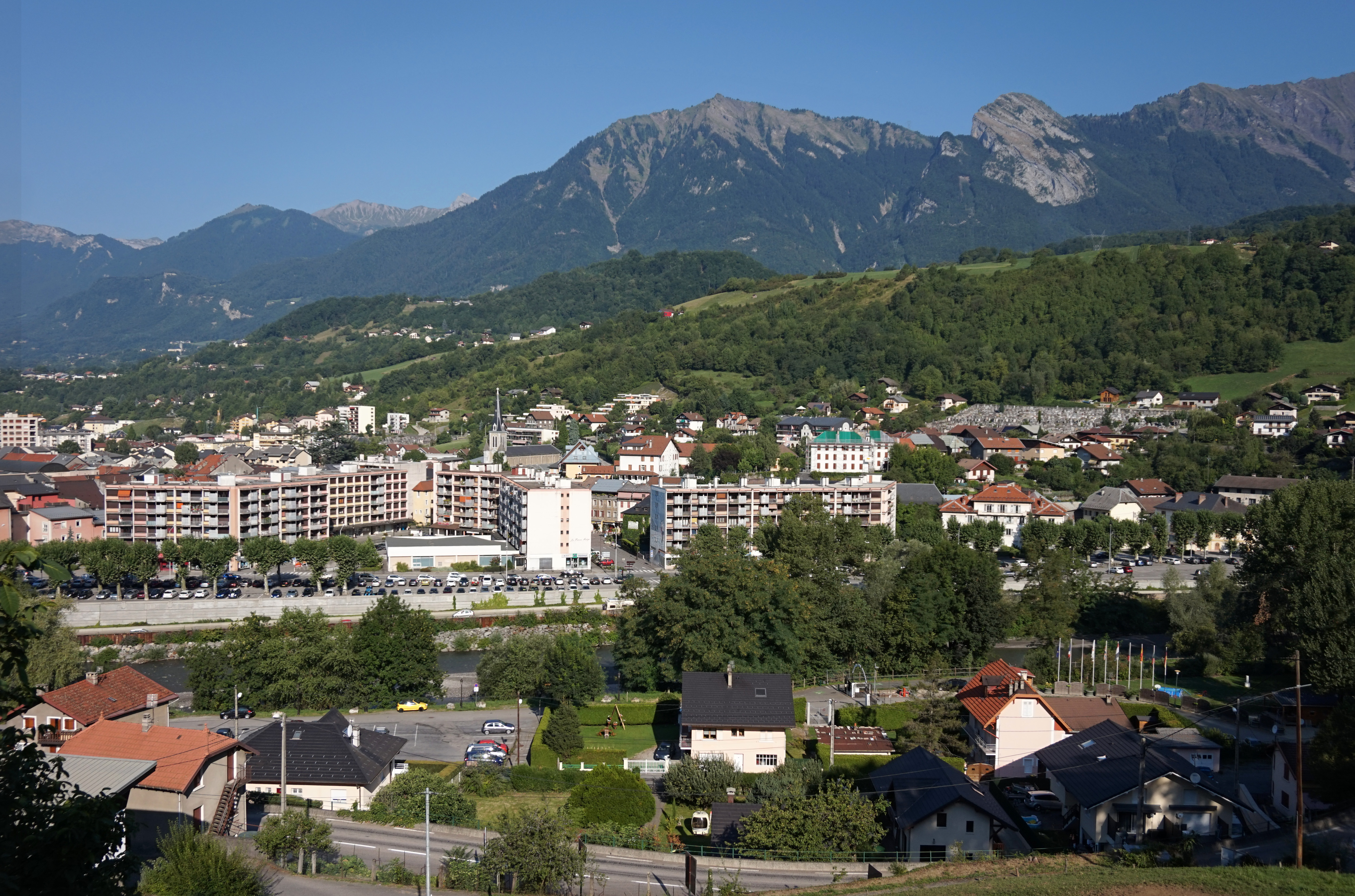
La Belle Étoile vue d'Albertville.

La Belle Étoile constitue l'extrémité méridionale d'un chaînon montagneux isolé du reste du massif des Bauges, de l'autre côté du val de Tamié à l'ouest. Ce chaînon prolonge la chaîne des Aravis au sud de la cluse de Marlens, face au Beaufortain de l'autre côté de la basse vallée de l'Arly jusqu'à son débouché à Albertville dans la combe de Savoie à l'est. Ce chaînon culmine à la dent de Cons (2 063 mètres), dont elle est séparée par le col de l'Alpettaz.
La Belle Étoile est située dans le parc naturel régional du Massif des Bauges.

## Géologie
Le sommet est constitué de couches sédimentaires du Hauterivien et du Valanginien.